# Pireneusok
A Pireneusok  (katalán: Pirineus; francia: Pyrénées; spanyol: Pirineos; baszk: Pirinioak) magashegység Délnyugat-Európában, amely természetes határt képez Spanyolország és Franciaország között. Az Eurázsiai-hegységrendszer tagja.
Területén három ország osztozik, déli részén Spanyolország, északi részén Franciaország, és közéjük ékelődött be Dél-Európa legnagyobb törpeállama, Andorra.

## Földrajz
A Földközi-tengertől az Atlanti-óceánig, mintegy 415 km hosszan terül el láncolata. Legkeletibb pontja a Cap de Creus a Costa Brava vidékén. A hegység magját, központi vonulatát kristályos, kőzetek, főképp gránit építi fel. A gránitból álló középső magot középidei gyűrt üledékes, mészkőből álló köpeny veszi körül. A hegység felgyűrődése az oligocénben történt, a francia Központi-hegyvidék és a Mezeta között elhelyezkedő üledékeket a hatalmas nyomóerő préselte össze.  Az északi oldala meredek, a déli lankásabb. A hegyvidéken az átkelés nehéz, így a közlekedés inkább a tengerparti sávban bonyolódik le még napjainkban is.
A jégkorban már az 1500-1700 méteres magasságokat is jég borította, így a leghosszabb gleccsere 40 km is lehetett. A glaciális formák napjainkban is megfigyelhetők: kárfülkék, cirkuszvölgyek, kártavak. Napjainkban a hóhatár már a 3000 méteres magasságban húzódik. A hegység középső, magas részei sok csapadékot kapnak, akár 1500 mm-t is évente, ennek egy részét hó formájában.

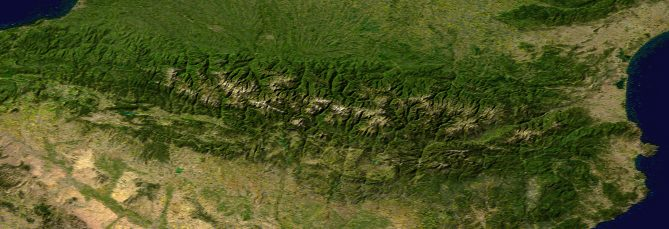
Űrfelvétel a Pireneusokról

A Pireneusokat általában három fő részre bontják: a Középső-, az Atlanti- vagy Nyugati-, és Keleti-Pireneusokra.
A Középső-Pireneusok a Somport-hágótól a Val d'Aran völgyig terjednek. A legmagasabb csúcsok a területen belül: Aneto (franciául Pic de Néthou), 3404 m, Mont Posets, 3375 m, és a Monte Perdido, 3355 m. 
Az Atlanti-Pireneusokban az átlagos magasság fokozatosan csökken kelettől nyugat felé, mindaddig, amíg össze nem olvadnak a Baszk-hegységgel, a Vizcayai-öböl közelében. A Keleti-Pireneusokban az átlagos magasság jellemzően egyenletes, mindaddig, amíg egy hirtelen zuhanás be nem következik az Albières láncában.

## Csúcsok

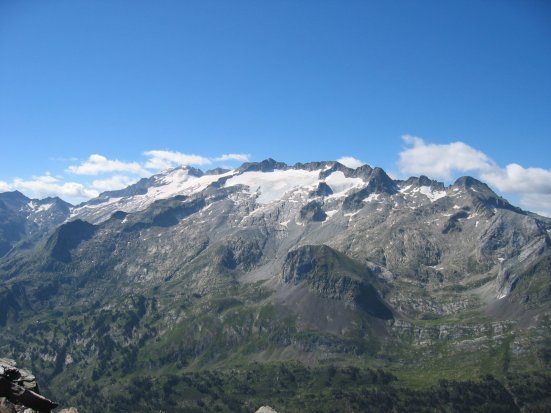
Aneto (3404 m), a legmagasabb csúcs

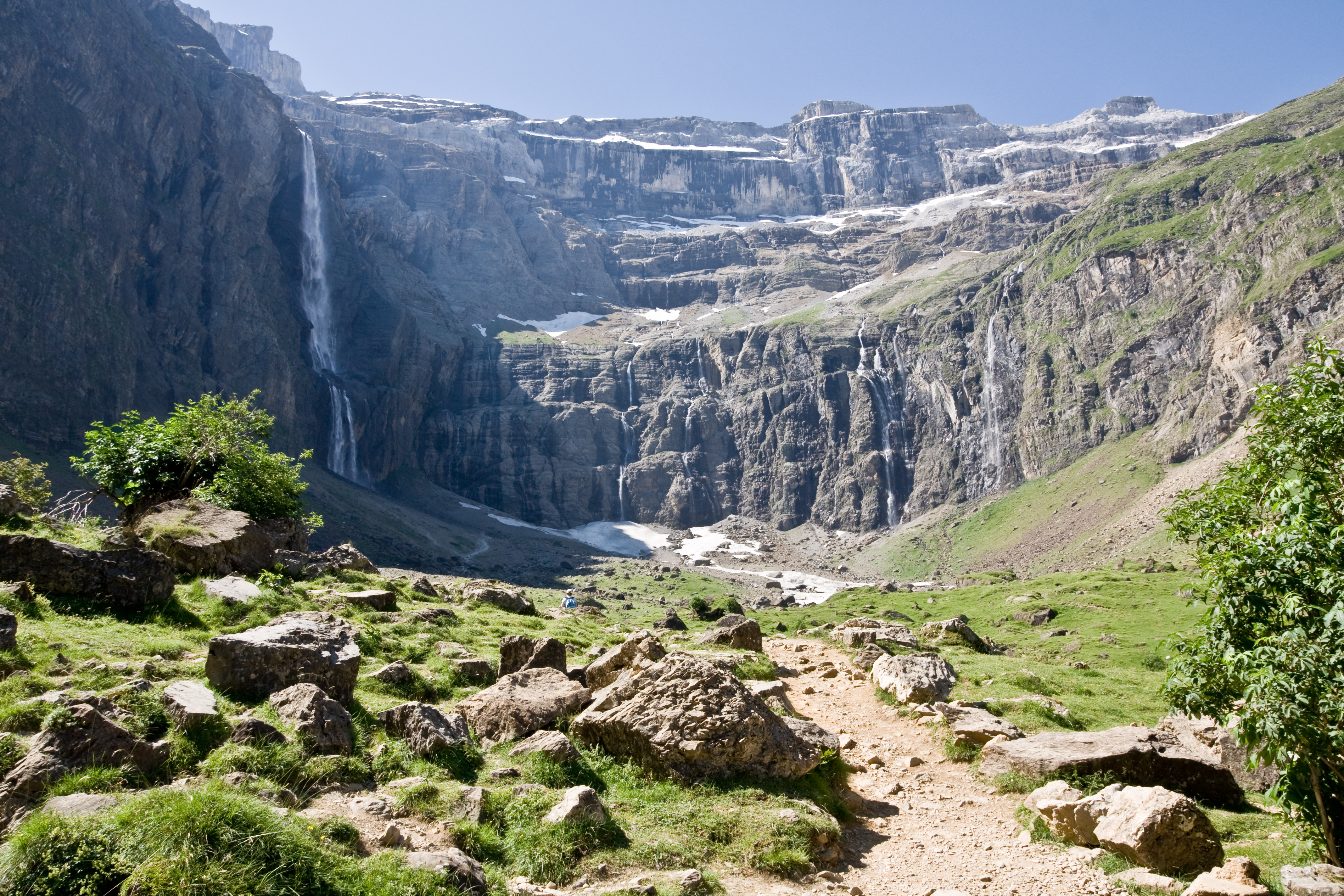
A Gavarnie-cirkuszvölgy

Monte Perdido (3355 m)

### Legmagasabb csúcsok
| - Aneto (3404 m), a legmagasabb pont, Spanyolországhoz tartozik - Posets (3375 m) - Monte Perdido (3355 m) - Pic Maudit (3350 m) - Pic du Cylindre (3328 m) - Pic de la Maladeta (3308 m) - Vignemale (Pique Longue) (3298 m) - Clot de la Hount (3289 m) - Pic du Marboré (3248 m) - Pic de Cerbillona (3247 m) - Pic de Perdiguère (3222 m) - Pic de Montferrat (3220 m) - Pic Long (3192 m) - Pic Schrader (Grand Batchimale) (3177 m) - Pic de Campbieil (3173 m) - Pic de la cascade orientale (3161 m) - Pic Badet (3160 m) - Pic du Balaïtous (3144 m) - Pic du Taillon (3144 m) - Pica d'Estats (3143 m) - Punta del Sabre (3136 m) - Pic de la Munia (3134 m) - Pointe de Literole (3132 m) | - Pic des Gourgs Blancs (3129 m) - Pic de Royo (3121 m) - Pic des Crabioules (3116 m) - Pic de Maupas (3109 m) - Pic Lézat (3107 m) - Pic de la cascade occidental (3095 m) - Pic de Néouvielle (3091 m) - Pic de Troumouse (3085 m) - Pics d'Enfer (3082 m) - Pic de Montcalm (3077 m) - Grand pic d' Astazou (3077 m) - Épaule du Marboré (3073 m) - Pic du port de Sullo (3072 m) - Pic des Spijeoles (3066 m) - Pic de Quayrat (3060 m) - Pic des Trois Conseillers (3039 m) - Turon de Néouvielle (3035 m) - Pic de Batoua (3034 m) - Petit Vignemale (3032 m) - Pic de Besiberri Sud (3017 m) - Tour du Marboré (3009 m) - Casque du Marboré (3006 m) - Grande Fache (3005 m) |

### Nevezetesebb csúcsok 3000 m magasság alatt
| - Pic de Palas (2974 m) - Pic de Comapedrosa (2942 m) – Andorra legmagasabb pontja - Pic Carlit (2921 m) - Collarada (2886 m) - Pic du Midi d'Ossau (2885 m) - Pic du Midi de Bigorre (2876 m) - Mont Valier (2838 m) - Petit Pic du Midi d'Ossau (2812 m) | - Pic du Canigou (2786 m) - Pic d'Anie (2504 m) - Pic de Madrès (2469) - Grande Aiguille d'Ansabère (2376 m) - Pic du Soularac (2368 m) - Pic du Saint Barthélémy (2348 m) - Pic des Trois Seigneurs (2199 m) - Pic d'Orhy (2017 m) |

## Folyók
A hegységben számos folyó ered: a francia területek felé halad az Adur, a Garonne, a Nivelle, a Tec, a Têt, az Aglí és az Ande, a spanyol területek felé folyik a Bidasoa, az Aragón, a Gállego, a Cinca, az Ésera, a Segre, a Ter, a Llobregat, a Muga és a Fluviá.

## Sport
A Pireneusokban lévő sícentrumok: 
- Spanyolország: Candanchú, Astún, Formigal, Panticosa-Los Lagos, Cerler, BoíTaül Resort, Baqueira Beret, Port-Ainé, Port del Comte, Espot Esquí Parc, Tavascan, La Molina, Masella, Vall de Núria, Vallter 2000, Rasos de Peguera.
- Andorra: Ordino Arcalis, Pal Arinsal, Pas de la Casa-Grau Roig, Soldeu el Tarter, La Rabassa.
- Franciaország: La Pierre-st Martín, Artouste, Gourette, Luz Ardiden, Cauterets, Hautacam, Bareges, Gavarnie-Gèdre, La Mongie, Piau Engaly, Saint Lary, Val Louron, Peyragudes, Luchon Superbagneres, Porte Puimorens, Ax-Les-Thermes, Font Romeu, Les Angles, Puyvalador, Formigueres, Puigmal 2600, Cambré d´Aze, Guzet, Les Mont d´Olmes, Ascou-Pailheres, Mijanes-Donezan.